# Dasystole galbanata
Dasystole galbanata är en fjärilsart som beskrevs av Paul Dognin 1893. Dasystole galbanata ingår i släktet Dasystole och familjen mätare. Inga underarter finns listade i Catalogue of Life.